# ナコーンサワン駅

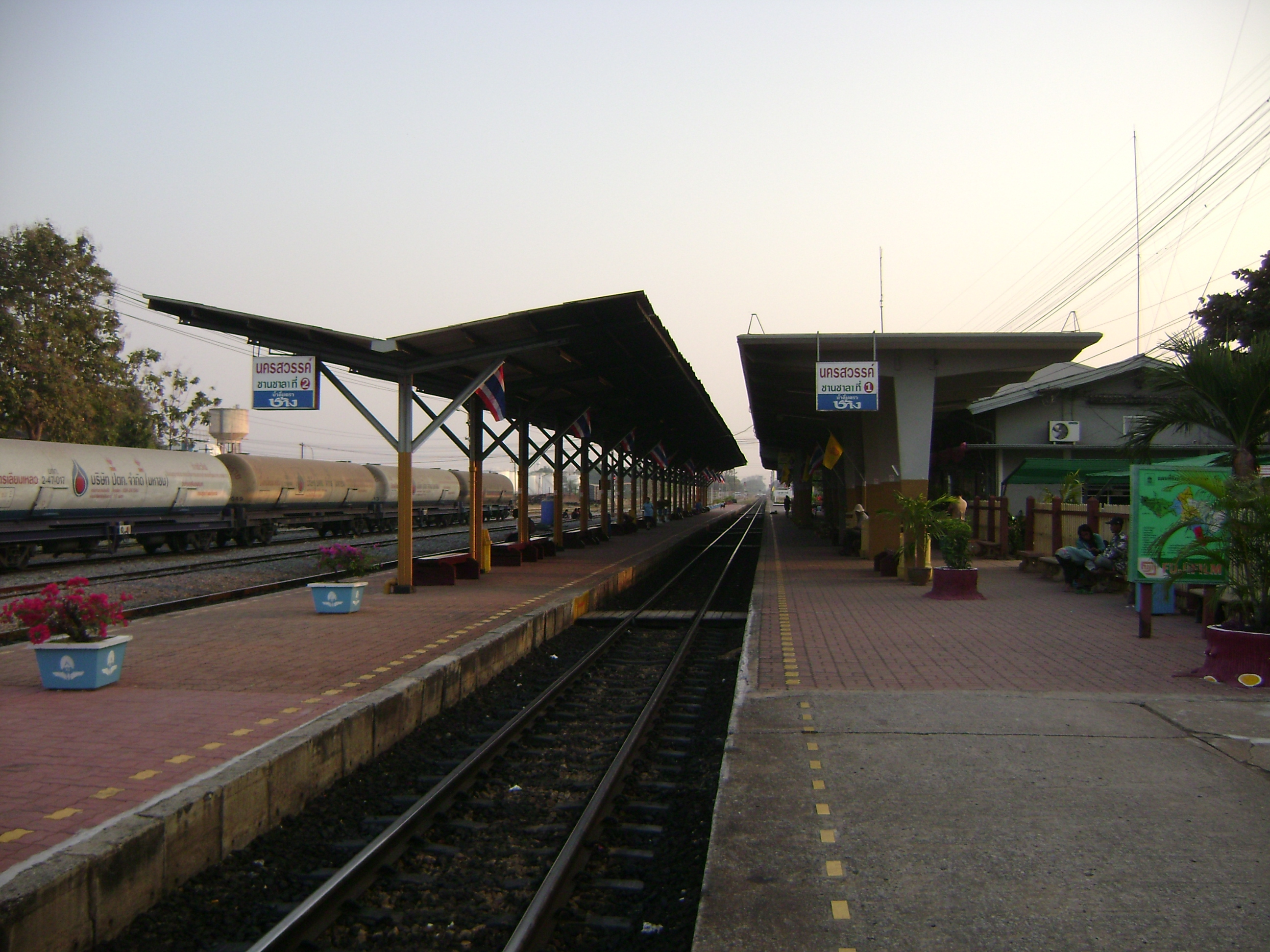
ナコーンサワン駅構内

ナコーンサワン駅（ナコーンサワンえき、タイ語:สถานีรถไฟนครสวรรค์）は、タイ王国北部ナコーンサワン県ムアンナコーンサワン郡にある、タイ国有鉄道北本線の駅である。

## 概要
ナコーンサワン駅はタイ王国北部ナコーンサワン県の県庁所在地で、人口約24万人が暮らすムアンナコーンサワン郡にある。駅の正面側（西側）が、市街地であるが、小さな町並みである。県庁などのビルが立ち並ぶ市街地は当駅より7kmほど北西方向にある。クルンテープ駅より245.78kmであり、特急列車利用で3時間10分程度である。一等駅であり、全列車が停車する駅でもある。1日に32本（16往復）の列車が発着しその内訳は、特急5往復、急行1往復、快速5往復、普通5往復であり、内普通列車2往復は当駅が始発、終着である。また当駅を含むロッブリー駅より終点チェンマイ駅までは、単線区間である。

## 歴史
1897年3月26日にタイ官営鉄道最初の区間が、クルンテープ駅 - アユタヤ駅間に開業した。1900年12月21日に当初計画のナコンラチャシーマ駅まで完成した。この頃北本線をチエンマイまで整備する事なり、少しずつ延伸開業の後1905年10月31日に当駅の隣のパークナムポー駅まで完成し、これに伴い当駅も開業した。当時の駅名はノーンプリング駅であった。当駅開業の約16年後の1922年1月1日に、チエンマイ駅までの全通完成を見た。1956年1月19日に駅名が現在のナコーンサワン駅に改称された。
- 1897年3月26日 【開業】クルンテープ駅 - アユタヤ駅 (71.08km)
- 1897年5月1日  【開業】アユタヤ駅 - バーンパーチー駅 (18.87km)
- 1901年4月1日  【開業】バーンパーチー駅 - ロッブリー駅 (42.86km)
- 1905年10月31日【開業】ロッブリー駅 - パークナムポー駅 (117.75km)
- 1956年1月19日にナコーンサワン駅に改称。

## 駅構造
単式及び島式1面の複合型ホーム2面2線をもつ地上駅であり、駅舎はホームに面している。
2025年2月現在、北本線の複線化事業を受けて駅舎新築を含め拡張工事が進行中である。

## 駅周辺

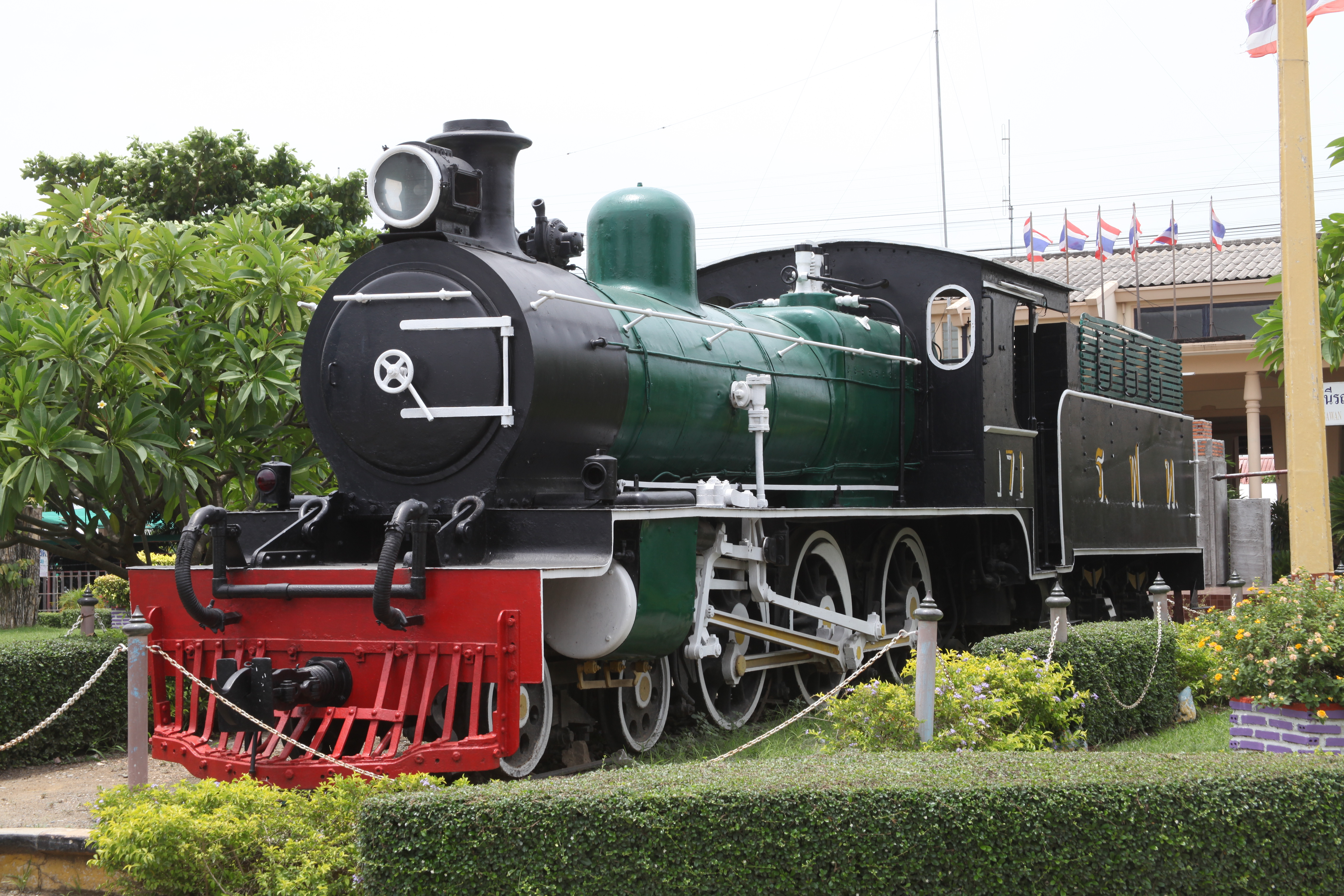
蒸気機関車171号機

- バスターミナル（7km）

### 蒸気機関車
当駅駅前に、退役した蒸気機関車171号機（1915年N.B.L.Co.Hyde.Park製、製造番号21140）が静態保存されている。